# IC 3149
IC 3149 је спирална галаксија у сазвјежђу Дјевица која се налази на листи објеката дубоког неба у Индекс каталогу.
Деклинација објекта је + 12° 18' 5" а ректасцензија 12h 19m 24,2s. Привидна величина (магнитуда) објекта IC 3149 износи 14,2 а фотографска магнитуда 15,1. IC 3149 је још познат и под ознакама MCG 2-31-93, CGCG 70-9, VCC 348, PGC 39664.